# Pierre Chenal
Pierre Chenal, nato Philippe James Cohen, (Bruxelles, 5 dicembre 1904 – La Garenne-Colombes, 23 dicembre 1990), è stato un regista e sceneggiatore francese.

## Biografia
Fu regista di film noir e thriller. Il suo Delitto e castigo partecipò alla 3ª Mostra di Venezia. Nel 1936 tornò in Italia per girare il pirandelliano Fu Mattia Pascal, con Pierre Blanchar e Isa Miranda, le cui interpretazioni, dopo che l'intero cast si era rivoltato contro la debole direzione di Chenal, venne portata avanti dallo stesso Luigi Pirandello.  Fu attivo dal 1929 sino al 1985, anno della sua ultima opera cinematografica; ma la carriera cinematografica di Chenal si spegne in realtà negli anni del suo esilio in Argentina (1940-1947), nei quali fu artefice di lavori di mediocre significato artistico: declino dal quale non seppe più riprendersi.

## Filmografia parziale
- Paris-Cinéma (1929)
- La Rue sans nom (La strada senza nome, 1932)
- Delitto e castigo (1935)
- L'ammutinamento dell'Elsinore (Les mutinés de l'Eseneur, 1936)
- Il fu Mattia Pascal (1937)
- Alibi (1937)
- L'avvelenatrice (1938)
- Le Dernier Tournant (1939)
- Todo un hombre  (1943)
- Paris (1949)
- Clochemerle  (1948)
- Native Son (1951)
- La strada della violenza (1958)
- Raffiche sulla città (Rafles sur la ville) (1958)
- La Venere tascabile (La Bête à l'affût) (1959)
- L'ultimo zar (1960)
- L'assassino conosce la musica (1963)
- L'intreccio (1970)